# Nestor Burmas Abenteuer in Paris
Nestor Burmas Abenteuer in Paris (Originaltitel: Nestor Burma) ist eine französische Krimiserie in Spielfilmlänge. Sie basiert auf der gleichnamigen Romanreihe mit dem fiktiven Detektiv Nestor Burma des Schriftstellers Léo Malet.
In Frankreich wurden die 39 Episoden zwischen dem 29. September 1991 und dem 29. November 2003 ausgestrahlt, zuerst von Antenne 2 und nach dessen Fusion mit FR3 auf France 2. Wiederholt wurde die Serie dann nicht nur auf France 2, sondern auch von den Sendern Direct 8/D8, Paris Première, Réunion 1re, Canal Jimmy und dem zur Groupe Canal+ gehörenden Polar+.
In Deutschland wurden acht Folgen gezeigt. Ab dem 23. Juli 1993 strahlte Das Erste drei Episoden aus, Südwest 3 sendete ab dem 12. Juli 1994 fünf weitere.

## Handlung
Protagonist der Serie ist der in Paris ermittelnde Privatdetektiv namens Nestor Burma (Guy Marchand). Zu dem sonst eher verschlossenen Burma hat allein die Sekretärin Hélène Châtelain (Sophie Broustal, Natacha Lindinger, Géraldine Cotte, Jeanne Savary) Zugang. Wie viele Romandetektive befindet auch er sich in ständiger Konkurrenz zur Polizei, speziell zu Kommissar Florimond Faroux (Pierre Tornade) und Inspektor Gérard Fabre (Patrick Guillemin). Er hat bei der Polizei jedoch einen guten Ruf und mit seinem untrüglichen Gespür für komplizierte Fälle führt er gelegentlich auch verdeckte Aufträge für den Staat aus.

## Besetzung
| Rollenname                 | Schauspieler            | Episoden | Jahre     |
| -------------------------- | ----------------------- | -------- | --------- |
| Nestor Burma               | Guy Marchand            | 39       | 1991–2003 |
| Kommissar Florimond Faroux | Pierre Tornade          | 29       | 1991–1998 |
| Inspektor Gérard Fabre     | Patrick Guillemin       | 27       | 1991–1998 |
| Roger Zavatter             | Claude Brosset          | 2        | 1991      |
| Roger Zavatter             | Michel Fortin           | 22       | 1992–1998 |
| Hélène Châtelain           | Sophie Broustal         | 2        | 1991      |
| Hélène Châtelain           | Natacha Lindinger       | 8        | 1992–1993 |
| Hélène Châtelain           | Géraldine Cotte         | 8        | 1993–1995 |
| Hélène Châtelain           | Jeanne Savary           | 21       | 1995–2003 |
| Kommissarin Béatrice Niel  | Élisa Servier           | 9        | 2000–2003 |
| Picpus                     | Serge Dupuy             | 9        | 2000–2003 |
| Gerichtsmediziner          | Dennis Germain          | 6        | 1991–1995 |
| Yves Bénech                | Guy Paillot             | 3        | 1991–1998 |
| Marc Covet                 | Serge Marquand          | 3        | 1991–1992 |
| Boeglin                    | Guy Amram               | 3        | 1997–2003 |
| Nevant                     | Olivier Till            | 3        | 2003      |
| Constance                  | Brigitte Buc            | 2        | 1991–2000 |
| Juwelier                   | Guy Perrot              | 2        | 1991–1993 |
| Noémie                     | Nathalie Presles        | 2        | 1991      |
| Theaterdirektor            | Jean-Claude Mino        | 2        | 1992–1993 |
| Gerichtsmediziner          | Jean Abeillé            | 2        | 1992–1995 |
| Concierge Bruce            | Olivia Lancelot         | 2        | 1992–2003 |
| Jeanne Torrent             | Anne-Marie Pisani       | 2        | 1992–2002 |
| Claude Pujol               | Marie Rousseau          | 2        | 1992–2003 |
| Hans Peter Rudy            | Arthur Grosjean         | 2        | 1993–1995 |
| Costa                      | Wilfred Benaïche        | 2        | 1993–2003 |
| Viviane Sinclair           | Noémie Kocher           | 2        | 1993–2002 |
| Armelle                    | Karin Swenson           | 2        | 1995–2003 |
| Jean-Philippe              | David Gabison           | 2        | 1995–2002 |
| Polizist                   | Pierre Cognon           | 2        | 1995–1998 |
| Dubois                     | Alain Ganas             | 2        | 1995–1998 |
| Didier Guérin              | Yannick Van Nieuwenhove | 2        | 1995–1998 |
| Mona                       | Léa Gabriele            | 2        | 1995–1997 |
| Ondine                     | Emma Colberti           | 2        | 1995      |
| Fred                       | Marie-Dominique Dessez  | 2        | 1995      |
| Pfarrer                    | Philippe Sire           | 2        | 1995      |
| Anna Duverger              | Marie Vernalde          | 2        | 1997–2002 |
| Aline                      | Valérie Denis           | 2        | 1997–2001 |
| Anne                       | Catherine Therouenne    | 2        | 1997–2001 |
| Versicherer                | Hervé Falloux           | 2        | 1998–2001 |
| Journalist                 | Pierre Deny             | 2        | 1998      |
| Sanitäter                  | Olivier Pélisson        | 2        | 1998      |
| Chantal Masson             | Blanche Ravalec         | 2        | 2002–2003 |
| Assistent / Stellvertreter | Frédéric Hulne          | 2        | 2001      |
| Marc Baumann               | Michel Albertini        | 2        | 2002–2003 |

Gut 500 Schauspieler hatten nur einen Auftritt, darunter:
| Rollenname              | Schauspieler         | Episoden | Jahr |
| ----------------------- | -------------------- | -------- | ---- |
| Jennifer 'Jenny' Corbin | Tonya Kinzinger      | 1        | 1992 |
| Marianne                | Natacha Amal         | 1        | 1993 |
| Castagna                | Jean-Pierre Castaldi | 1        | 1993 |
| Kommissar Fuetter       | Bernard Haller       | 1        | 1993 |
| Herr Blum               | Michel Muller        | 1        | 1993 |
| Maria Kreiska           | Charlotte Valandrey  | 1        | 1993 |
| Charles Baurenot        | Jean-Claude Dreyfus  | 1        | 1995 |
| Schurke                 | Samy Naceri          | 1        | 1995 |
| Omaya                   | Elisa Tovati         | 1        | 1995 |
| Olga                    | Babsie Steger        | 1        | 2003 |

## Episodenliste

### Staffel 1
| Nr. (ges.) | Nr. (St.) | Deutscher Titel     | Originaltitel                     | Erstausstrahlung FRA | Deutschsprachige Erstausstrahlung (D) | Regie           | Drehbuch                                         |
| --- | --------- | ------------------- | --------------------------------- | -------------------- | ------------------------------------- | --------------- | ------------------------------------------------ |
| 1 | 1         | Schweigen ist Gold  | Pas de bavards à la muette        | 29. Sep. 1991        | 23. Juli 1993                         | Henri Helman    | Léo Malet, Pierre Uytterhoeven, Christian Watton |
| 2 | 2         | Nackte Tatsachen    | Les cadavres de la plaine Monceau | 24. Dez. 1991        | 28. Juli 1993                         | Claude Grinberg | Gildas Bourdet                                   |
| Burma ermittelt im mutmaßlichen Selbstmord einer Frau und ihres Mannes. Zudem wird er von einer Filmschauspielerin engagiert, die eine Frau finden will, die sich als sie ausgibt. |           |                     |                                   |                      |                                       |                 |                                                  |
| 3 | 3         | Ein Mords-Spektakel | Corrida aux Champs Elysees        | 12. Apr. 1992        | 4. Aug. 1993                          | Henri Helman    | Alexandra Deman                                  |
| 4 | 4         | Tödliche Ansichten  | Fievre au Marais                  | 24. Mai 1992         | 12. Juli 1994                         | Gérard Marx     | David-André Lang                                 |

### Staffel 2
| Nr. (ges.) | Nr. (St.) | Deutscher Titel        | Originaltitel                     | Erstausstrahlung FRA | Deutschsprachige Erstausstrahlung (D) | Regie            | Drehbuch                                         |
| --- | --------- | ---------------------- | --------------------------------- | -------------------- | ------------------------------------- | ---------------- | ------------------------------------------------ |
| 5 | 1         | Einmal ist keinmal     | Le soleil naît derrière le louvre | 16. Okt. 1992        | 19. Juli 1994                         | Joyce Buñuel     | Léo Malet, Pierre Uytterhoeven, Christian Watton |
| Burma hat diesmal alles durcheinander gebracht. Eine Bande, die die kostbaren Gemälde stahl auf die er achten sollte, hätte er davon abhalten können. Er hätte mehr Leben retten können. Er hätte den Täter früher verhaften lassen können. Aber da war die junge, attraktive Frau von Corbin, dem Millionär, der ihn engagiert hatte. |           |                        |                                   |                      |                                       |                  |                                                  |
| 6 | 2         | Ein abgrundtiefer Fall | Casse pipe à la nation            | 11. Dez. 1992        | 26. Juli 1994                         | Claude Grinberg  | Léo Malet, David-André Lang                      |
| 7 | 3         | Abramovitchs Geheimnis | Du Rebecca, rue des rosiers       | 15. Jan. 1993        | 2. Aug. 1994                          | Maurice Frydland | Pierre Uytterhoeven, Christian Watton            |
| 8 | 4         | … und tot bist du!     | Mic Mac moche au Boul’Mich        | 12. Feb. 1993        | 9. Aug. 1994                          | Henri Helman     | Léo Malet, Pascal Bancou, Sylvie Coquart         |
| 9 | 5         | –                      | Un croque-mort nommé Nestor       | 19. März 1993        | –                                     | Maurice Frydland | Léo Malet, Pierre Uytterhoeven, Christian Watton |
| 10 | 6         | –                      | Des kilomètres de linceuls        | 10. Sep. 1993        | –                                     | Joël Séria       | Léo Malet, Alexandra Deman                       |
| 11 | 7         | –                      | Retour au bercail                 | 8. Okt. 1993         | –                                     | Pierre Koralnik  | Léo Malet, Pierre Uytterhoeven, Christian Watton |

### Staffel 3
| Nr. (ges.) | Nr. (St.) | Deutscher Titel | Originaltitel                 | Erstausstrahlung FRA | Deutschsprachige Erstausstrahlung (D) | Regie               | Drehbuch                                         |
| ---------- | --------- | --------------- | ----------------------------- | -------------------- | ------------------------------------- | ------------------- | ------------------------------------------------ |
| 12         | 1         | –               | L’homme au sang bleu          | 6. Jan. 1995         | –                                     | Alain Schwartzstein | Christian Bouveron                               |
| 13         | 2         | –               | Boulevard ossements           | 12. Nov. 1993        | –                                     | Claude Grinberg     | Léo Malet, Pierre Uytterhoeven, Christian Watton |
| 14         | 3         | –               | Les eaux troubles de Javel    | 27. Jan. 1995        | –                                     | Alain Bloch         | Pascal Bancou, Sylvie Coquart                    |
| 15         | 4         | –               | Nestor Burma court la poupée  | 3. März 1995         | –                                     | Joël Séria          | Léo Malet, Victor Haïm, Henri Helman             |
| 16         | 5         | –               | Brouillard au pont de Tolbiac | 10. Feb. 1995        | –                                     | Jean Marboeuf       | Léo Malet, Pierre Uytterhoeven                   |
| 17         | 6         | –               | Nestor Burma et le monstre    | 13. Jan. 1995        | –                                     | Alain Schwartzstein | Léo Malet, Pascal Bancou, Alain Schwartzstein    |

### Staffel 4
| Nr. (ges.) | Nr. (St.) | Deutscher Titel | Originaltitel             | Erstausstrahlung FRA | Deutschsprachige Erstausstrahlung (D) | Regie           | Drehbuch                                         |
| ---------- | --------- | --------------- | ------------------------- | -------------------- | ------------------------------------- | --------------- | ------------------------------------------------ |
| 18         | 1         | –               | Nestor Burma dans l’île   | 20. Jan. 1995        | –                                     | Jean-Paul Mudry | Léo Malet, Pascal Bancou, Sylvie Coquart         |
| 19         | 2         | –               | Le cinquième procédé      | 24. Feb. 1995        | –                                     | Joël Séria      | Léo Malet, Michel Lengliney, Pierre Uytterhoeven |
| 20         | 3         | –               | Les patelots sans manches | 12. Mai 1995         | –                                     | Daniel Losset   | Lionel Cherki, David-André Lang                  |
| 21         | 4         | –               | Nestor Burma en direct    | 15. Sep. 1995        | –                                     | Daniel Losset   | 0                                                |

### Staffel 5
| Nr. (ges.) | Nr. (St.) | Deutscher Titel | Originaltitel                     | Erstausstrahlung FRA | Deutschsprachige Erstausstrahlung (D) | Regie            | Drehbuch                                   |
| --- | --------- | --------------- | --------------------------------- | -------------------- | ------------------------------------- | ---------------- | ------------------------------------------ |
| 22 | 1         | –               | Sortie des artistes               | 10. Okt. 1997        | –                                     | Philippe Venault | Eric Assous                                |
| 23 | 2         | –               | Nestor Burma se brûle les ailes   | 24. Okt. 1997        | –                                     | Marcel Zemour    | Léo Malet, Lionel Cherki, David-André Lang |
| 24 | 3         | –               | Drôle d’épreuve pour Nestor Burma | 31. Okt. 1997        | –                                     | Joël Séria       | Pascal Bancou                              |
| 25 | 4         | –               | La plus noble conquête de Nestor  | 16. Jan. 1998        | –                                     | Philippe Laïk    | Léo Malet, David-André Lang, Lionel Cherki |
| Burma wird von einer jungen Frau angeheuert, um ihren Ehemann zu schützen, der von maskierten Schlägern bedroht wurde. Als der junge Mann und sein reinrassiges Rennpferd entführt werden, ändert das die Lage.                                        |           |                 |                                   |                      |                                       |                  |                                            |
| 26 | 5         | –               | Poupée Russe                      | 30. Jan. 1998        | –                                     | Philippe Venault | Pierre Uytterhoeven                        |
| Burma wird gebeten, Zeuge einer Hochzeit zu sein. Kurz vor der Zeremonie erhält die Braut, eine russische Einwanderin, einen Anruf und verschwindet. Nestor wird gebeten, sie zu finden, da der Bräutigam befürchtet, sie könnte entführt worden sein. |           |                 |                                   |                      |                                       |                  |                                            |
| 27 | 6         | –               | Les affaires reprennent           | 6. März 1998         | –                                     | Philippe Venault | Léo Malet, Eric Assous                     |

### Staffel 6
| Nr. (ges.) | Nr. (St.) | Deutscher Titel | Originaltitel                 | Erstausstrahlung FRA | Deutschsprachige Erstausstrahlung (D) | Regie            | Drehbuch                                   |
| --- | --------- | --------------- | ----------------------------- | -------------------- | ------------------------------------- | ---------------- | ------------------------------------------ |
| 28 | 1         | –               | En garde Burma!               | 4. Sep. 1998         | –                                     | Jean Marbœuf     | 0                                          |
| Ein Freund von Burma bittet ihn bei der Untersuchung der Bedrohungen eines Spitzensportlers seines Fecht-Teams zu helfen. |           |                 |                               |                      |                                       |                  |                                            |
| 29 | 2         | –               | Mise à prix pour Nestor Burma | 18. Sep. 1998        | –                                     | Philippe Niang   | Léo Malet, Pascal Bancou                   |
| Trotz seiner Abneigung ländlicher Umgebungen, nimmt Burma den Auftrag eines Pferdezüchters an dessen Ehemann bedroht wird. Verdächtige gibt es viele. |           |                 |                               |                      |                                       |                  |                                            |
| 30 | 3         | –               | Burma et la belle de Paris    | 2. Okt. 1998         | –                                     | Philippe Venault | Léo Malet                                  |
| Die Frau eines großen Tomatenhändlers bittet Burma, bei der Suche nach ihrem Mann zu helfen, der seit vier Tagen vermisst wird. |           |                 |                               |                      |                                       |                  |                                            |
| 31 | 4         | –               | N’appelez pas la police       | 2. Feb. 2001         | –                                     | David Delrieux   | Léo Malet, Eric Assous                     |
| 32 | 5         | –               | Panique à Saint-Patrick       | 24. März 2000        | –                                     | Jacob Berger     | Léo Malet, Dominique Golfier, Daniel Riche |
| Burma erhält einen anonymen Auftrag, die Gründe für den Selbstmord eines Jungen an einer angesehenen Privatschule zu untersuchen. Er entdeckt ein sehr anspruchsvolles religiöses Schulumfeld und stößt beim Schulleiter und der Familie des Opfers auf Widerstand. |           |                 |                               |                      |                                       |                  |                                            |
| 33 | 6         | –               | Atout cœur                    | 1. Juni 2001         | –                                     | David Delrieux   | Léo Malet, Christian Rullier, Daniel Riche |

### Staffel 7
| Nr. (ges.) | Nr. (St.) | Deutscher Titel | Originaltitel                     | Erstausstrahlung FRA | Deutschsprachige Erstausstrahlung (D) | Regie            | Drehbuch                       |
| --- | --------- | --------------- | --------------------------------- | -------------------- | ------------------------------------- | ---------------- | ------------------------------ |
| 34 | 1         | –               | Concurrences déloyales            | 8. Feb. 2002         | –                                     | Jacob Berger     | Clément Delage                 |
| Der neue Geschäftsführer eines etablierten Forschungsunternehmens beauftragt Burma, herauszufinden, wer seinen verstorbenen Vater, der vor ihm Geschäftsführer war, getötet hat. |           |                 |                                   |                      |                                       |                  |                                |
| 35 | 2         | –               | Mignonne, allons voir si la chose | 31. Mai 2002         | –                                     | Laurent Carcélès | 0                              |
| 36 | 3         | –               | Noblesse désoblige                | 29. Nov. 2002        | –                                     | Philippe Venault | Benjamin Legrand, Daniel Riche |
| Ein junger Mann verschwindet, nachdem er ein sehr großes Erbe von seinem kürzlich verstorbenen Vater erhalten hat.                                                               |           |                 |                                   |                      |                                       |                  |                                |

### Staffel 8
| Nr. (ges.) | Nr. (St.) | Deutscher Titel | Originaltitel                     | Erstausstrahlung FRA | Deutschsprachige Erstausstrahlung (D) | Regie            | Drehbuch                                  |
| ---------- | --------- | --------------- | --------------------------------- | -------------------- | ------------------------------------- | ---------------- | ----------------------------------------- |
| 37         | 1         | –               | La marieuse était trop belle      | 17. Jan. 2003        | –                                     | Laurent Carcélès | Benjamin Legrand, Daniel Riche            |
| 38         | 2         | –               | Machinations pour machines à sous | 14. Feb. 2003        | –                                     | Laurent Carcélès | 0                                         |
| 39         | 3         | –               | Maquereaux aux vingt planques     | 11. Juli 2003        | –                                     | Maurice Frydland | Léo Malet, Benjamin Legrand, Daniel Riche |